# Institución Educativa Emblemática Inca Garcilaso de la Vega
La Gran Unidad Escolar Inca Garcilaso de la Vega es un colegio público de la ciudad del Cusco, Perú. Fue creado en 1949 como parte del Plan Nacional de Educación y actualmente tiene la categoría de  Institución Educativa Emblemática. Es la institución educativa de varones más grande de la ciudad del Cusco.

## Fundación

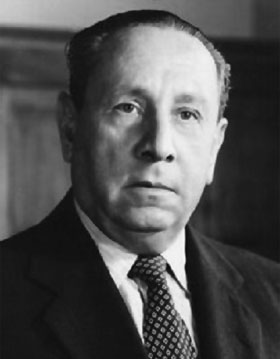
Manuel A. Odría, Presidente del Perú en el periodo 1948-1956

En octubre de 1948, durante el gobierno de Manuel Odria, el Ministro de Educación coronel Juan Mendoza Rodríguez, restableció el Consejo Nacional de Educación que había sido desactivado en gobiernos anteriores. Este restablecido Consejo Nacional trabajó en la elaboración del marco general de una política educacional que llegara a todos los rincones del país. Así, el 13 de junio de 1950, el gobierno aprobó el Plan Nacional de Educación. Este plan definió objetivos, propuso métodos pedagógicos y contempló una nueva organización escolar así como la formación del magisterio, de nuevos textos, de rentas y construcciones escolares.
Dentro de ese contexto, el 24 de agosto de 1949 se expidió la Resolución Suprema N° 1605 que creaba la denominada "Gran Unidad Escolar Inca Garcilaso de la Vega" en la ciudad del Cusco en el terreno del ex-fundo "Carnavalniyoc" y "Vista Alegre" en un área total de 50,998.50 metros cuadrados. La construcción de los edificios concluyó en 1951 y el colegio inició su funcionamiento el 23 de junio de se mismo año con presencia de autoridades gubernamentales y embajadores de las repúblicas de Venezuela, España y Bélgica.

## Colegio emblemático
Mediante el decreto de urgencia N.º 004‐2009 dado por el segundo gobierno del presidente Alan García el 9 de enero del 2009 se creó el Programa Nacional de Recuperación de las Instituciones Públicas Educativas Emblemáticas y Centenarias, con el fin de modernizar y reforzar la infraestructura de 20 colegios en Lima y Callao, y otros 21 en el resto del país. Su objetivo era alcanzar, en las escuelas y colegios estatales, una educación de excelencia con igualdad de  oportunidades para todos.
El colegio Inca Garcilaso de la Vega fue incluido en dicho programa mediante la Resolución Ministerial N° 0069-2009-ED, publicada el 26 de marzo del 2009. En un inicio se señaló que la remodelación del colegio, junto con los otros dos que fueron declarados emblemáticos en el Cusco, el Colegio Ciencias y el Colegio Clorinda Matto de Turner iban a ser modernizados en un plazo de 300 días con un costo, en el caso del Garcilaso, de 39 millones de soles.  Sus obras de modernización se iniciaron en el año 2011 tras varios retrasos.

## Deportivo Garcilaso
El Deportivo Garcilaso, institución deportiva representativa de la ciudad del Cusco, tiene una estrecha ligazón con el colegio. Fue fundado en 1957 y desde el 2023 participa en la primera división del fútbol profesional peruano. Junto con el Club Cienciano disputan el denominado Clásico Cusqueño

#### Libros
- Ruiz Robles, José Eduardo (2016). La reforma educativa del gobierno de la fuerza armada del Perú: 1972-1980. Madrid: Universidad Complutense de Madrid. p. 499. Consultado el 9 de agosto de 2019.

- Datos: Q117069424